# Phaedra
Phaedra är ett album från 1974 av Tangerine Dream.

## Låtlista
Sida 1
1. "Phaedra" (Baumann/Franke/Froese) – 17:45

Sida 2
1. "Mysterious Semblance at the Strand of Nightmares" (Froese) – 9:55
2. "Movements of a Visionary" (Baumann/Franke/Froese) – 8:01
3. "Sequent C'" (Baumann) – 2:18

## Medverkande
Musiker
- Edgar Froese – mellotron, gitarr, basgitarr, VCS 3 synthesizer, orgel
- Chris Franke – moog synthesizer, VCS 3 synthesizer
- Peter Baumann – orgel, elektrisk piano, VCS 3 synthesizer, flöjt

Produktion
- Edgar Froese – musikproducent, omslagsdesign, omslagskonst
- Phil Becque – ljudtekniker